# Milton L. Humason
Milton Lasell Humason (Dodge Center, 19 augustus 1891 - Mendocino, 18 juni 1972) was een Amerikaans autodidact sterrenkundige.
Milton Humason verliet de school op 14 jaar. Hij hield van bergen en werd ezeldrijver die materiaal naar de top van  Mount Wilson voerde toen het Mount Wilson-observatorium in aanbouw was. In 1911 trouwde hij met Helen Dowd, de dochter van de hoofdingenieur en ze kregen een zoon. Hij werkte daarna kort op een ranch in La Verne als handlanger, maar keerde in 1917 terug als conciërge van het Mount Wilson-observatorium.
Uit belangstelling meldde hij zich vrijwillig om 's nachts als assistent te werken toen de assistent ziek was.
Omdat hij technisch begaafd was en rustig van aard, was hij geliefd op het observatorium.
In 1919 nam George Hale hem officieel aan als medewerker, hoewel hij over geen enkel diploma beschikte.
Hij werkte nauwkeurig en kon foto's en spectrogrammen maken van zwakke sterrenstelsels. Hij hielp zo Edwin Hubble om tot zijn Wet van Hubble te komen en droeg zo bij aan de fysische kosmologie. Na de dood van Hubble werkte hij voor Allan Sandage.
In 1950 reikte de Universiteit van Lund hem een eredoctoraat uit voor zijn verdiensten.
De maankrater Humason en de planetoïde 2070 Humason zijn naar hem vernoemd.
Humason-Zwicky sterren zijn vernoemd naar hem en Fritz Zwicky.
In 1956 publiceerde hij samen met N.U. Mayall and A. R. Sandage Redshifts and Magnitudes of Extragalactic Nebulae, de catalogus van gemeten afstanden, snelheden en helderheden.
In 1957 ging hij met pensioen, maar ontdekte op 1 september 1961 nog de naar hem vernoemde komeet Humason met haar grote perihelium afstand.
De documentaire Cosmos: A Personal Voyage door Carl Sagan toont het leven en het werk van Humason in aflevering 10: The Edge of Forever.
In 2005 maakte Stan Peal de musical The Expanding Sky over zijn leven.
- Gemeinsame Normdatei: 1083268015
- International Standard Name Identifier: 0000 0000 4068 5180
- Library of Congress Control Number: n2005002939
- Nationale Bibliotheek van Tsjechië: jo20241228735
- SNAC: w6736tbq
- Système universitaire de documentation: 192430971
- Virtual International Authority File: 138149196420574791155